# Gilberto Rodríguez Orejuela
Gilberto José Rodríguez Orejuela (Mariquita, Tolima, 30 de enero de 1939-Carolina del Norte, 31 de mayo de 2022) fue un narcotraficante y gánster colombiano, fundador y máximo líder del Cartel de Cali, conocido como el Ajedrecista.
De acuerdo a estimaciones, el Cartel de Cali llegó a controlar el 80% de la cocaína exportada de su país a Estados Unidos después de la muerte de Pablo Escobar. Rodríguez Orejuela fundó el Cártel junto con su hermano Miguel y con José Santacruz Londoño, al que posteriormente se uniría Hélmer Herrera.
En junio de 1995 Gilberto Rodríguez fue capturado. Después de una gran búsqueda, Gilberto fue descubierto en un compartimiento secreto que se encontraba detrás de un armario. El capo se entregó sin oponer resistencia e inmediatamente fue trasladado a Bogotá para que rindiera su primera declaración ante la fiscalía. En 2002 recobró su libertad por orden de un juez, pero cuatro meses después fue recapturado en el barrio Versalles de la ciudad de Cali, y en 2004 fue extraditado a Estados Unidos, donde tenía condena hasta el año 2034.

## Biografía
Nació en el seno de una familia de seis hijos, conformada por un modesto pintor autodidacta y una ama de casa, que llegaron a Cali a comienzos de los años 40, en busca de oportunidades. Estudiaron en  la escuela San Luis Gonzaga, y trabajaba en una farmacia.
Se vinculó en los años setenta con una organización de contrabando de telas y whiskey. Fue miembro de la banda de “Los Chemas”, que fue acusada de secuestrar a dos extranjeros de una familia de diplomáticos en Cali, y que serían los fundadores del Cartel de Cali. En 1975 ya se encontraba vinculado al tráfico de pasta base de coca y de cocaína. Años más tarde junto a su hermano eran inversionistas y dueños de compañías como Laboratorios Kressfor, Drogas La Rebaja, el Grupo Radial Colombiano, Corporación Financiera de Boyacá y del First Interamericas Bank de Panamá. A finales de los años 70 adquirieron acciones del América de Cali, al cual Gilberto viajaba a ver jugar, además de haber viajado por Europa y América Latina.
Aprovechando sus buenas relaciones en las altas esferas de la sociedad vallecaucana y su colaboración económica con algunos dirigentes deportivos que pertenecían a las juntas directivas de los equipos de fútbol de la ciudad, intentaba convertirse en socio mayoritario de la Asociación Deportivo Cali, después de aportar una fuerte suma de dinero al club para contratar como técnico a Carlos Salvador Bilardo. Dicho objetivo no fue logrado supuestamente por la intervención del presidente del equipo de fútbol, Alex Gorayeb, y la política que tenía el equipo de no tener socios mayoritarios, además por la campaña que se hizo al interior de la junta directiva para no vender acciones del equipo a Gilberto Rodríguez.
En 1979, el periodista Alberto Giraldo contactó al Gilberto Rodríguez para informarle que Germán Montoya, entonces presidente de Chrysler Colombia, le había informado sobre la quiebra de la multinacional, por lo que necesitaban deshacerse de la filial colombiana. Entonces Rodríguez invirtió 50 millones de pesos de la época, con lo que pasó a presidir Chrysler Colombia entre 1979 y 1983.
Su nombre comenzó a darse a conocer en el mundo del narcotráfico junto al de Pablo Escobar, Gonzalo Rodríguez Gacha y Jorge Luis Ochoa Vásquez, aunque en un comienzo todos ellos parecían hacer parte de una sola organización para exportar drogas.
El 15 de noviembre de 1984, fue capturado en España. En el momento de su detención estaba acompañado por Jorge Luis Ochoa. Gilberto estaría en España para sostener reuniones con el objetivo de expandir el negocio del cartel en el continente europeo. A partir de ese momento, el cartel comenzó a trabajar con traficantes en Galicia, pero principalmente estableció alianzas estratégicas con la poderosa Camorra, que se encargaría de la distribución de la cocaína de Cali por toda Europa.
Gilberto había creado una alianza con personas pertenecientes a la región del Valle del Cauca para el comercio y tráfico de cocaína. Su centro de operaciones tenían en Cali. De igual manera Pablo Escobar había hecho lo mismo con personas de Antioquia y del centro del país con el centro de sus operaciones en Medellín.

### La guerra contra el cartel de Medellín
Pablo Escobar decide declararle la guerra al estado colombiano para abolir la ley que permitía la extradición de reclusos colombianos a cárceles del exterior, para ello le solicitó a Gilberto Rodríguez y a los socios de este un aporte económico para financiar su guerra. Sin embargo, Rodríguez dio una negativa a la iniciativa de Escobar puesto que estaba convencido de que la violencia era un mal negocio, prefiriendo el soborno a las armas. Desde ese momento la relación cordial de estos dos grupos se comenzó a resquebrajar.
Según Jhon Jairo Velásquez alias Popeye, miembro del Cartel de Medellín, la disputa entre los dos bandos inició por rencillas entre empleados de Pablo Escobar y Hélmer Herrera aparentemente por un lío de faldas:

La guerra empezó por un lío de faldas entre “Piña” y Jorge Elí “el negro” Pabón. “El negro” Pabón era un hombre muy leal a Pablo Emilio Escobar Gaviria y Alejo Piña era un hombre de “Pacho” Herrera, ambos habían sido amigos en una cárcel de Nueva York, pero cuando el negro salió de prisión, se enteró de que Piña estaba viviendo con la que había sido su esposa, el negro habló con el patrón y acordaron que había que matar a Piña; como el Cartel de Medellín mató a Hugo Hernán Valencia, un hombre que había tenido un problema con Gilberto Rodríguez, les pedimos a los Rodríguez que nos devolvieran el favor, que nos dejaran matar a Piña o que ellos mismos, con su gente, se encargaran de él, nosotros no sabíamos del poder económico y militar de “Pacho” Herrera, los Rodríguez, en vez de explicarle esto al patrón, fueron directamente a decirle a “Pacho” Herrera que el Cartel de Medellín le quería matar a Piña y ahí se armó la guerra.

Escobar permite que El negro Pabón de muerte a Piña, y en respuesta Hélmer Herrera ordena atentar contra Escobar el 13 de enero de 1988 haciendo estallar un carro bomba aproximadamente a las 5:10 a. m. en el edificio Mónaco donde residía Escobar y su familia. Este fue el detonante que activó e inició una prolongada guerra contra el cartel de Medellín.
Escobar nuevamente contactó a Gilberto Rodríguez para solicitarle una nueva colaboración y esta vez fue la de entregarle a Herrera. Rodríguez negó ya que Herrera era socio y miembro importante de la red de tráfico que ya tenían establecida.
Ante la nueva negativa, Escobar declaró objetivo militar a Gilberto Rodríguez y a sus socios. Ante esta amenaza se rompieron las relaciones entre estos dos bandos y como respuesta a su amenaza, Herrera tomó la iniciativa de atentar contra Escobar. Gilberto Rodríguez respalda esta decisión y se unió activamente a esta causa.
Al contrario de Pablo Escobar, quien convirtió el terrorismo en un instrumento de poder, los hermanos Gilberto Rodríguez y sus socios optaron por el soborno y la infiltración, aunque la puja por defenderse y mantener el negocio los llevó a recurrir en contados casos a la violencia, según los archivos de la Fiscalía. Escobar murió en diciembre de 1993 a través de la colaboración del Cartel de Cali con las autoridades y su participación en la conformación de un escuadrón de la muerte conocido como Los Pepes (Perseguidos por Pablo Escobar).

### Captura y extradición

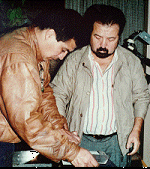
Gilberto Rodríguez procesado después de su captura.

Tras la muerte del narcotraficante Pablo Escobar del rival Cartel de Medellín, Gilberto Rodríguez fue capturado el 9 de junio de 1995, en Cali, durante la administración del presidente Ernesto Samper, cuya presidencia fue empañada por las acusaciones de haber recibido donaciones del Cártel de Cali, escándalo que se conoció como el Proceso 8.000.
El gobierno de Ernesto Samper reactivó el Bloque de búsqueda con miembros de la Fuerza Pública, declarando una guerra total contra los carteles de las drogas. Gilberto Rodríguez fue capturado el 9 de junio de 1995, en una casa del barrio Santa Mónica al norte de Cali, luego de una intensa y minuciosa búsqueda de casi 1 hora, cuando ya se tenía pensado finalizar la búsqueda y el operativo, de casualidad un agente se tropezó accidentalmente con un armario de dónde se pudo percatar un pequeño murmullo o sonido de respiración, pensaron que había un escondite secreto al otro lado de la pared, cuando movieron el armario lo encontraron a Gilberto escondido en medio de una falsa pared pintada y camuflada que en realidad era un objeto que camuflaba muy bien una pared hueca, al sorprenderlo, Gilberto al ver al numeroso escuadrón de policías en el operativo, sólo se rindió y dijo: "¡No disparen, soy un hombre de paz!" y se rindió muy pacíficamente, siendo Gilberto después de Carlos Lehder uno de los primeros grandes capos de la droga en ser arrestado. Pronto gran parte del Cartel de Cali fue arrestado.
Fue sentenciado a quince años de prisión, los cuales se redujeron a siete años por confesión y buena conducta.
Fue liberado en noviembre de 2002, por cuenta de una sentencia judicial controvertida, expedida por el juez Pedro José Suárez, quien consideró que las reducciones y la excarcelación eran aplicables por la figura del habeas corpus.
Acusado de enviar 150 kilos de cocaína a los Estados Unidos en 1990, cargo que no había confesado, fue recapturado cuatro meses después y extraditado a los Estados Unidos en diciembre de 2004.  A este cargo se sumaron otros por haber continuado sus actividades ilegales durante el período en el que estuvo encarcelado.
Declaraciones del fiscal federal Marcos Daniel Jiménez tras la llegada de los Rodríguez a los Estados Unidos, sobre la posibilidad de que se les acuse sobre la totalidad de su trayectoria criminal, han generado controversia. Las autoridades colombianas han señalado que de acuerdo con los términos de la extradición aprobados por la Corte Suprema de Justicia, los Estados Unidos no pueden procesar a los Rodríguez por hechos previos al año de 1997, año en que la extradición de colombianos fue permitida por reforma a la constitución mientras no fuese retroactiva.
En 2021, había manifestado su intención de declarar ante la Comisión de la verdad, en su relación con políticos de Colombia.
Estuvo pagando una condena de treinta años en el complejo correccional federal Butner (Carolina del Norte) hasta el día de su muerte. Otros presos famosos en esta prisión incluyen a Bernard Madoff, Jonathan Pollard, y Carmine Pérsico de la Familia criminal Colombo.

## Muerte
Murió el 31 de mayo de 2022, en un hospital donde un mes antes había sido trasladado, de la cárcel federal de Butner (Carolina del Norte) en los Estados Unidos, por cáncer de páncreas y de próstata, pero falleció por una afección cardiaca. El 30 de junio de 2022, sus restos mortales fueron trasladados para ser cremados en privado en Cali.

## En la cultura popular
- En la serie El Cartel es interpretado por Hermes Camelo con el nombre de Leonardo Villegas.
- En Escobar, el patrón del mal es interpretado por Harold De Vasten con el nombre de Gildardo González.
- En Tres Caínes es interpretado por Luis Enrique Roldán con el nombre de Alberto Ramírez Rajuela.
- En la teleserie En la boca del lobo es interpretado por Saín Castro con el nombre de Edilberto Ramírez Orjuela.
- En Narcos es interpretado por Damián Alcázar.
- En la serie El general Naranjo es  interpretado por Juan Pablo Shuk con el nombre de Roberto Abadía.
- En la serie El Cartel de los Sapos: el origen es interpretado por Gustavo Angarita Jr. con el nombre de Leonardo Villegas.
- En la serie Sobreviviendo a Escobar alias JJ es interpretado por Hermes Camelo con el nombre de Gerardo Romero Orejuela.